# Nicolas de Clairvaux
Nicolas de Clairvaux fut un moine bénédictin qui devint cistercien.

## Biographie
Moine, formé à l'abbaye bénédictine de Montiéramey, près de Troyes. En 1145 ou 1146, il entra à l'abbaye cistercienne de Clairvaux et devint l'un des secrétaires de Bernard de Clairvaux. Mêlé à plusieurs affaires de faux au cours de sa carrière, il fut expulsé de Clairvaux en 1151, après une visite à Cluny, pour avoir utilisé le sceaux de l'abbé de Clairvaux sans autorisation. Il retourna alors à Montiéramey. Après 1152, il se mit quelque temps au service du comte Henri de Champagne. Il est mort en 1176 (Jean Leclercq) ou 1178 (J. Benton).

## Œuvres
Nicolas est l'auteur de lettres (PL 196) et de sermons caractérisés par des termes rares, une recherche de style sans génie, une forte tendance au plagiat. Les propos de ses lettres, souvent pris en défaut, conduisent à mettre en doute la plupart de ses dires . Il s'est notamment attribué plusieurs textes et sermons d'autres auteurs, notamment d'Hugues de Saint-Victor ('Adnotationes in Psalmos'), et surtout de saint Bernard. Au moins 19 sermons de Nicolas de Clairvaux ont été mêlés aux collections des œuvres de Bernard de Clairvaux. Certains ont aussi été attribués à Pierre Damien dans la Patrologie latine Le premier, Dom Tissier en a signalé la véritable origine à Dom Luc d'Achery.
On attribue aussi à Nicolas 10 séquences liturgiques (éd. J. Benton).